# トレーディング勘定の抜本的見直し
トレーディング勘定の抜本的見直し（トレーディングかんじょうのばっぽんてきみなおし、英: Fundamental Review of the Trading Book (FRTB)）、またはトレーディング勘定の抜本的改定（トレーディングかんじょうのばっぽんてきかいてい）は、バーゼル銀行監督委員会が公表した、銀行の市場リスクに対する自己資本比率規制案。2016年1月に規則文書が公表された後、2019年1月に見直された文書が公表された。

## 経緯
バーゼルIIが2007年から2008年にかけての金融危機を防止できなかったため、まず2009年7月にバーゼル2.5が発表され、続くバーゼルIIIでは金融システムの強化の一環としてFRTBが提唱された。2013年10月に市中協議文書（Consultative Document）として発表された後、2016年1月に基準文書が発表された。2018年3月に改定に向けた市中協議文書が発表された後、2019年1月に基準が見直され新しい基準文書が発表された。
2016年1月の基準文書では規制の実施時期が2019年1月とされたが、2017年12月に2022年1月への延期が発表され、2019年1月の基準文書では「2022年1月1日時点の最低所要自己資本」が規定された。2020年初、新型コロナウイルス感染症の世界的流行を受けて、実施時期が2023年1月1日に延期された。ただし、各国における施行時期はバーゼルIII全体の施行時期より遅いことが多い。
- アメリカ合衆国では2023年7月に2025年7月1日より施行することが提案された[10]。
- イギリスでは2025年1月より施行する予定だったが、2023年9月に2025年7月1日への延期が発表された[11]。
- 欧州連合では2025年1月1日より施行する予定だったが、2024年7月24日に2026年1月1日への延期が発表された[12]。
- 日本では2023年3月31日より早期適用ができ、正式適用は内部モデル方式を採用する金融機関が2024年3月31日、標準的方式を採用する金融機関が2025年3月31日と予定されている[13]。

## 内容
FRTBは既存の標準的方式（standardised approach）と内部モデル方式（internal models approach）の問題点に対処すべく、下記の変更を定めた。
- トレーディング勘定（trading book）と銀行勘定（banking book）の境界を明確に定めた。すなわち、トレーディングの目的で保有する商品（短期間で売却する予定のもの、裁定取引を目的とするもの、およびそのリスクヘッジで保有するもの）はトレーディング勘定に分類し、満期保有目的などそれ以外の商品は銀行勘定に分類される[17][18]。これまでもトレーディング勘定と銀行勘定の区分はあったが、境界が「トレーディングの意図があるかどうか」と不明瞭であり[19]、FRTBでは「トレーディングの目的」を明確に定義した[18]。
- バリュー・アット・リスク(VaR)から期待ショートフォール(ES)に移行する[20]。VaRとストレスVaR（バーゼル2.5で導入）では1%未満の確率で起きる損失が無視されるため、銀行に通常時のリスクは大きくないが、テールリスク（確率が低く、損失額が大きいリスク）が大きいポジションを保有するインセンティブが生じてしまう[21]。そのため、テールリスクを捕捉出来るESへの移行が決定された[20]。
- 市場流動性リスクを捕捉する[20]。バーゼル2.5までは各銀行が10日内に（市場価格を影響せずに）トレーディング勘定のエクスポージャーを十分減少させることができると仮定したが、実際のストレス時では銀行システム全体が似たようなエクスポージャーを持っていたため、市場流動性が急激に低下し、エクスポージャーを減少させるために多大な損失を出してしまう結果になった[21]。そのため、FRTBでは流動性ホライズン（liquidity horizon）を10日、20日、40日、60日、120日の5種類と想定して、それぞれのESを計算することとした[22][20]。
- リスク計測に標準的方式と内部モデル方式が選択できるのは既存通りであるが、選択の判定が銀行全体からトレーディング・デスク別に変更され、内部モデル方式が特定のトレーディング・デスクについて適用できないと判定された場合でも最低所要自己資本（資本賦課額）が急激に変わることを防ぐ[23]。一方で内部モデル方式の採用要件が厳格化され、内部モデルが損益要因分析（profit and loss attribution）とバックテストという2つのテストで基準を満たす必要がある[23][24]。

## 最低所要自己資本（資本賦課額）の計算
FRTBでは内部モデル方式を採用するトレーディング・デスクでも標準的方式に基づく計算が義務化され、標準的方式による値がベンチマークとして使用される。
- 標準的方式における最低所要自己資本（資本賦課額）は下記のコンポーネントで構成される[25]。
  1. 感応度方式（sensitivities-based method (SbM)）による資本賦課額。具体的にはリスク・ファクター別の感応度にリスク・ウェイトを乗じ、リスク・ファクター間の相関を考慮した手法で全リスク・ファクターの合計損失を計算する。これをデルタ、ベガ、カーバチュアのリスクそれぞれで計算し、その合計が感応度方式による資本による資本賦課額となる[26]。
  2. デフォルト・リスク資本（default risk capital (DRC)）。デフォルト・リスクのある商品を種類によってリスク・バケットに振り分け、デフォルトによる推定損失にリスク・ウェイト（信用格付けによって異なる）を乗じた値がデフォルト・リスク資本の賦課額となる[27]。
  3. 残余リスクのアドオン（residual risk add-on (RRAO)）。感応度方式で捕捉されないリスク・ファクターへの賦課であり、これらのリスク・ファクターがあるポジションのグロス想定元本にリスク・ウェイト（原資産が天候などエキゾチックな品目の場合は1.0%、それ以外は0.1%）を乗じた値が残余リスクのアドオンとなる[27]。
- 内部モデル方式ではリスク・ファクターを下記の3種類に分類する[28]。
  1. モデル化できるリスク・ファクター。金利リスクなど市場での観測データが十分に得られるリスク・ファクターが該当し、資本賦課額は期待ショートフォール(ES)を用いて計算される[28]。デフォルト・リスクは含まれず、独立して計算される[29]。
  2. モデル化できないリスク・ファクター（non-modellable risk factor (NMRF)）。市場での観測データが十分に得られないリスク・ファクターは「モデル化できない」と判断され、資本賦課額はストレステストで計算される[29]。
  3. デフォルト・リスク資本(DRC)。銀行は一定の基準を満たす内部モデルでデフォルト・リスクを計算できる[30]。このモデルは必ず期間1年間、信頼水準99.9%のVaRを用いなければならない[30]。